# 정의

안대를 두르고 저울과 칼을 든 유스티티아는 정의의 상징이다.

정의(正義, Justice)는 사회를 구성하고 유지하기 위해 사회 구성원들이 공정하고 올바른 상태를 추구해야 한다는 가치로, 대부분의 법이 포함하는 이념이다. 철학 영역에서는 정의의 올바른 뜻을 확립하고자 많은 고민을 해왔다.
조리는 경험칙, 사회통념, 사회적 타당성, 신의성실, 사회질서, 형평, 정의, 이성, 법에 있어서의 체계적 조화, 법의 일반원칙 등의 이름으로 표현되기도 한다.

## 의미
다른 많은 도덕적인 가치, 특히 ‘선’(善)과 비교할 때 정의는 비교적 현대에 와서 더욱 중요성이 강조되는 가치이다. 정의는 으레 평등의 실현을 중심으로 하는 가치로 여겨진다. 그래서 정의의 뜻을 해설할 때에는 ‘각자에게 그의 몫을 돌려주고자 하는 항구적인 의지’(울피아누스), ‘정당화될 수 없는 불평등이 존재하지 않는 상태를 추구하는 것’(존 롤스)과 같은 주장이 있었다. 예부터 전해 오는 가장 뛰어난 정의론은 아리스토텔레스에 의한 다음 세 가지 정의의 분류이다. 아리스토텔레스는 정의의 본질이 평등이라고 주장하면서 정의를 ‘평균적 정의’와 ‘일반적 정의’와 ‘배분적 정의’로 구분했다. 평균적 정의는 모든 사람이 동등한 대우를 받아야 한다는 가치로 현대에서는 정치·민법 분야에서 강하게 적용된다. 평균적 정의는 개인 상호 간의 매매와 손해 및 배상 또는 균형을 찾아 내려는 것이다. 둘째, 사회의 일원으로서 개인이 사회 때문에 져야 할 의무에 관한 일반적 정의이다. 셋째, 배분적 정의는 각자가 개인의 능력이나 사회에 공헌·기여한 정도에 따라 다른 대우를 받아야 한다는 가치로 사회·경제적인 측면에 적용된다.

## 어원
그리스 로마 신화에서 정의를 담당하는 여신 유스티티아(Justitia)에서 이름을 따왔다. 때문에 유스티티아의 여신상이 법정 앞에 세워져있는 것을 흔히 볼 수 있다.한국어론 유스티티아이지만, 영어론 Justitia 이기 때문에 Justitia에서 Justi를 따와 만든게 Justice이다.
동양에서는 'justice'의 번역어로, 동양 철학의 '의'(義)와는 다른 개념이다. 영어에서 Justice는 사법적이며, 판결적인 의미가 약지만, 동양에서 말하는 의리, 도의의 의미를 포함하는 '의'는 도덕적 당위성이 첨가된 개념으로, 영어로 번역하면 'righteousness'에 가깝다.

## 원리
인류의 역사를 돌이켜 보면 그것은 인간의 존엄성과 가치의 창조를 위한 꾸준한 노력으로 점철되어 있음을 본다. 인간이 최초로 군집(群集)하게 되었다고 추정되는 메소포타미아(Mesopotamia) 문명 이래로 그들은 자신의 존엄성을 향상시키고 가치 창조의 계속을 위한 중요한 방편으로 자유를 의식하기 시작했다. 따라서 인류의 역사, 특히 그중에서도 정치사는 자유를 위한 투쟁의 역사였다고 말한다 치더라도 그것은 과히 지나침이 없다.
그러나 인간은 이러한 투쟁의 과정에서 자유란 무한한 것일 수만은 없다는 것을 인식하기에 이르렀다. 그들의 자유가 무제한일 경우에 인간은 오히려 자신의 운명이 파멸에 이르리라는 것을 느끼게 됐다. 그리하여 그들은 서로 간에 계약에 의하여 자신의 자유를 필요에 따라 제한할 수 있도록 하자는 데에 의견의 합치를 보았다. 그리고 계약된 범위 내에서 자신이 누릴 수 있는 능력의 양태(樣態)를 권리라고 명명(命名)하였으며, 그 권리에 대한 대가로 의무를 부과하기에 이르렀다. 따라서 권리의 본질을 음미해 볼 때 그것은 수레의 한 쪽 바퀴에 불과한 것이며 다른 한 쪽의 바퀴, 즉 의무가 부가되지 않는 한 권리는 그 존재 의의를 상실하게 된다. 권리는 존중되어야 하며 의무는 준수(遵守)되어야 하는 이유가 바로 여기에 있는 것이다.
그러나 권리를 존중하고 의무를 준수함에 있어서 이를 일관하는 하나의 원리가 필요하다. 만약 그렇지 못할 경우에는 권리와 의무가 그 수익자 또는 수탁자의 자의(恣意)에 따라서 아무렇게나 해석될 가능성이 생기게 된다. 이와 같은 해석상의 문제점이 비일비재할 경우 권리와 의무는 애초의 존재 목적을 상실하게 되는 바 여기에 권리·의무 이행에 있어서의 일관된 원리의 필요성이 내재하고 있다. 그러한 원리란 단일 어휘로 요약될 수는 없지만 그러한 숱한 원리 중에서도 권리의 존중과 의무의 준수(遵守)를 위하여 먼저 필요한 것이 곧 정의의 원리이다. 이런 정의의 원리는 오랜 역사를 통하여 그 빛을 잃지 않고 있는 것으로서, 권리를 행사하는 측에서도 이를 준수해야 함은 더 말할 나위도 없으려니와 권리를 제한하는 측에서도 이 원리에 준거(準據)하지 않을 수 없다.

## 역사
인간의 권리를 위한 투쟁은 긴 역사에 걸쳐 전개됐으나 그것이 근대적 의미의 권리장전으로 문서화된 것은 1215년의 대헌장(Magna Carta)에서부터 비롯된다. 영국의 국왕 존(John)이 제후들의 주청(奏請)에 의해 승인한 이 대헌장은 그 전문이 인민의 권리를 옹호하기 위한 내용으로 일관되어 있으나 특히 그중에서도 제38조에서는 '증인 없이는 어떠한 관리라도 국민을 처단할 수 없음'을 규정하고 제39조에서는 '적법한 판결에 의하지 않고서는 자유민이 체포·감금·약탈·추방되는 일이 없음'을 밝혔으며, 제52조에서는 '적법한 판결에 의하지 않고 토지·성채(城砦)·특권·기타의 권리를 박탈당한 국민의 권익을 회복해 줄 것'을 명문화하고 있다. 이러한 내용은 절대왕권 앞에서 무기력하게 움츠러들기만 하던 인민의 권익을 옹호하기 위한 최초의 문전(文典)으로서 가치를 갖는 것이다.
대헌장에 명시된 이와 같은 민권사상은 그 후에도 그치지 않고 계속 지지를 받아 1628년의 권리청원(Petition of Right)과 1689년의 권리장전(Bill of Right)에 그 근본 이념이 연면히 흐르고 있음을 볼 수가 있다. 그러나 대헌장이나 권리청원이나 권리장전에 포함되어 있는 민권 이념이란 하나의 특색을 동일하게 갖추고 있다. 즉 권리장전 이전의 민권 투쟁이란 절대군주권의 횡포로부터 보호를 받기 위한 것이 그 본질을 이루고 있다. 따라서 근대적 의미에 볼 수 있는 통치권의 적극적인 후원과 같은 것은 찾아볼 수가 없는 것이다.
그러던 것이 1776년의 버지니아주 권리장전(The Virginia Bill of Right)에서부터 민권 사상에 정의의 권리가 두드러지게 부각되기 시작하였다. 즉 버지니아주 권리장전 제14조에 의하면 "정의와 중용과 절제와 질소(質素)와 덕성을 굳게 지키지 않거나 근본적인 원리에로 되돌아가서 생각하지 않는다면 어떠한 자유통치도 어떤 자유의 축복도 생성·유지될 수 없다"고 규정함으로써 민권이나 통치권은 정의의 원리, 바꾸어 말한다면 사회 정의에 입각하지 않고서는 그 본연의 참뜻이 이루어지지 않는다는 점을 명백히 밝히고 있다. 이러한 청교도적(淸敎徒的) 정의감은 미국의 건국 이념에로 전승되어 "그러나 아무리 참는다고 하더라도 동일 목적을 추구하기 위하여 한결같이 반복되는 학대와 강탈의 계속적인 행위로 인하여 인민을 절대적 전제하에 영원히 억압하려는 계획이 명백하여질 때에는 그러한 정부를 감연히 분쇄하고 인민의 장래에 대한 안전책을 확보하는 것은 인민의 권리이며 동시에 의무이다"라고 선언하기에 이르렀다.
이러한 역사적 문헌과 사상을 총망라하여 근대 민권 이념의 금자탑을 이룬 것으로는 역시 1789년의 프랑스 인권 선언을 들지 않을 수 없다. 이 때로부터 민권은 천부 불가양(天賦不可讓)의 것으로 확정되기에 이르렀다. 프랑스의 인권선언에 포함되어 있는 민권 이념은 그 후에도 발전하여 오늘날에는 국가의 권력이 소극적으로 후퇴함으로써 민권을 확대하는 것이 아니라 오히려 직접 참여함으로써 민권을 북돋우는 방향으로 변질되고 있다.
한국의 경우를 살펴보면 근대적 의미로서의 민권 이념이 체계화되기 시작한 것은 동학운동의 결실인 갑오개혁에 비롯되어 일제치하에서의 제국주의에 대한 독립투쟁인 3·1정신과 4·19, 5·18, 6·10의 반독재 민권투쟁으로 그 정신이 맥맥히 흐르고 있음을 볼 수가 있다.

### 권리의 제약과 정의의 원리
존 스튜어트 밀 (J. S. Mill)이 우려하고 있는 바와 같이 국가라고 하는 거대한 권력의 머신(machine) 앞에서 무기력한 개인의 권리행사를 어떻게 보장할 것인가 하는 문제는 오랜 세월에 걸친 민권운동의 중요한 과제로 되어 왔다. 권력은 그 속성 때문에 남용되기 쉬운 것이며 따라서 민권은 언제든지 불의의 유린을 받을 가능성이 있다. 이러한 가능성에 대한 도전은 민권투쟁의 줄기를 이루고 있다.
애당초 국가권력이 왕권으로 표현되던 절대군주시대에서부터 이러한 움직임은 비롯되고 있다. 멀리 1215년의 대헌장 제55조에 명시되어 있는 "무릇 짐(朕)이 부정하고 불법하게 정한 벌금과 국법에 어긋나게 과한 형벌은 모조리 이를 면제한다…"는 것이 그 효시이다. 이와 같은 언약에도 불구하고 왕권에 대한 시민권은 계속 초라하기만 하였다.
이에 대한 시정책으로서 권리장전(1689)은 "또 모든 고통을 광정(匡正)하기 위하여, 또한 법률을 수정하고 공고하게 하기 위하여 의회는 자주 개설되지 않을 수 없다"(제1조 13항)고 규정함으로써 시민권을 정의롭게 보장하기 위하여서 의회의 힘을 빌리려 하였던 발전적 추세를 볼 수 있었다.
그러나 이러한 보장에 있어서 권리 제약의 한계에 관하여는 아무런 원칙이 없었을 뿐만 아니라 민권 이념이 발전하면 할수록 왕권도 더욱 교묘하게 발전됨에 따라서 왕권 대 민권의 투쟁은 점차로 복잡화되고 또 다른 보장책이 필요하게 되었다.
시민계급은 이제 자연권(또는 천부인권설)으로써 이에 대항하기 시작했는데 프랑스 인권선언(1789년) 제5조 즉, "법률은 사회에 유해한 행위만을 금지하는 권리를 가진다. 법률이 금하지 아니하는 행위는 방해할 수 없다. 또 법률이 명하지 아니하는 행위는 누구에게도 제한되어서는 안 된다"는 규정이 그 주체적인 표현이었다. 이 조항의 의의는 이제까지 언급된 적이 없던 권리 제한의 원칙을 제시하고 있다는 점이다. 이것은 곧 모든 권리 행사의 제약은 사회 정의에 입각하여야 할 것을 명시하고 있다는 점이 중요하다. 이후의 민권 법안은 대개가 프랑스 인권선언의 이와 같은 정신을 그 모체로 삼고 있음은 더 말할 나위도 없다.
한국의 경우를 살펴보면 헌법 제37조 2항에서 이러한 민권 이념이 잘 표현되어 있다. 즉 '국민의 자유와 권리는 국가안전보장·질서유지 또는 공공복리를 위하여 필요한 경우에 한하여 법률로써 제한할 수 있으며'라고 규정함으로써 권리행사의 제약에 대한 한계를 규정하였으며, 제10조에 명시된 '인간으로서의 존엄과 가치'를 구체적으로 보장하고 있다.
대헌장에서 비롯하여 현행 한국 헌법에 이르는 역사의 이론적 발전은 결국 권리 행사의 제약은 정의의 원리에 입각해야 한다는 논리로 일관되어 있음을 본다. 이와 같은 논리에도 불구하고 오늘날의 민권 이론에 의하면 국가 권력은 민권의 제약에 있어서 소극적 자세로써 최소한의 개입에 그쳐야 한다는 논리로부터 이제는 통치권이 적극적으로 민권에 작용하여 민권 행사를 지원해 주어야 한다는 논리로 발전되고 있다.

### 권리행사(權利行使)의 한계에 있어서의 정의의 요소
오랜 시간의 민권 투쟁을 통하여 시민계급이 그들의 기본권을 쟁취하였을 때까지만 해도 그들은 자신의 권리가 비대함으로써 일어날지도 모르는 부작용의 가능성을 미처 깨닫지 못하였다. 그들은 권리를 쟁취함으로써 모든 것이 잘 되리라고 믿었다. 그러나 사태는 엉뚱한 방향으로 전개되고 있었다. 즉 지나친 기본권의 행사는 지나친 기본권의 제약에 못지않게 사악(邪惡)하다는 사실이 입증되었던 것이다. 이 때부터 권리는 의무를 수반한다는 원리에서 비롯되어 권리행사의 제약을 서두르기 시작하였다.
이러한 움직임은 미국에서 최초로 일어났다. 그들은 청교도적 금욕주의에 입각하여 자제(自制)하지 않는 한 권리란 사회에 유해한 것일 수도 있다는 사실을 깨닫게 되자 이에 대한 시정을 서두르기 시작했다. 그리하여 그들은 1776년의 버지니아주 권리장전 제15조에서 "모든 인민은 모름지기 정의와 절제와 질소(質素)와 덕성에 입각하여 때때로 사회의 제반 원리에로 되돌아가서 처신하지 않는 한 자유정부도 자유의 혜택도 향유할 수가 없다"고 강조함으로써 민권을 스스로 제약한 최초의 시민이라는 영광된 칭호를 얻게 되었다. 이러한 정신 즉 시민권을 행사함에 있어서 정의의 원리에 입각해야 한다는 사실은 그 후의 모든 민권법안에 그 영향을 미쳤다.
한국의 경우를 본다면 이상과 같은 민권행사의 제약 이론은 '민주적 기본질서'와 '국가안전보장·질서유지 또는 공공복리'란 어휘로 표현되고 있다. 즉 헌법 제8조 4항에 의하면 "…정당의 목적이나 활동이 민주적 기본질서에 위배되거나 국가의 존립에 위해가 될 때에는 정부는 헌법재판소에 그 해산을 제소할 수 있고, 정당은 헌법재판소의 심판에 의하여 해산된다"라고 규정함으로써 민권의 전형적인 발표 현상인 정당도 결국은 '민주적 기본 질서'라는 정의의 원리에 입각하여 활약하지 않는다면 법률의 보호를 받을 수 없음을 밝히고 있으며, 제37조 2항에서는 "국민의 자유와 권리는 국가안전보장·질서유지 또는 공공복리를 위하여 필요한 경우에 한하여 법률로써 제한할 수 있다"고 규정, 권리의 행사는 법 이전에 국가안전보장·질서유지 또는 공공복리라는 국가·사회적 정의에 모순되는 바가 없어야 한다는 점을 밝히고 있다.
이와 같은 권리행사를 제약하는 것은 근대 자유주의가 만개(滿開)하면서부터 발생한 권리의 지나친 행사에서 오는 필연적인 결과라고 볼 수 있다. 요컨대 권리란 그 행사에 있어서 즐거움에 못지않은 의무의 부과가 있다. 바꾸어 통치권의 행사면에서도 의무의 부과에 못지않은 권리의 보장이 선행되어야 한다. 이러한 상관관계를 주름잡는 가장 중요한 벼리(網)는 곧 정의의 원리이다. 이 원리에 입각하지 않는 어떠한 권리행사나 제약은 사실상 입법의도에 위배되는 것이다. 루돌프 폰 예링 (Rudolf von Jhering)이 그의 명저 『권리를 위한 투쟁 (Der Kampf uns Recht)』에서 말하고 있는 바와 같이 "권리자의 주장은 권리자 자신의 인격의 주장이며, 권리의 주장은 곧 사회 공공에 대한 의무인 것이다."

## 법과 정의
법은 정의를 직접 실현하는 것이라고 할 수 있다. 사법(私法)은 배분적 정의를 실현시키려는 데 그 목적이 있는 것이며 공법(公法)은 일반적 정의 내지 배분적 정의를 실현시키려는 데 그 목적이 있다.
공정(公正)함은 정의의 단지 한 양상일 뿐, 그 전체는 아니다. 오늘날의 법에서는 공정거래법과 증권법 분야에서 두드러진 정의 개념일 뿐이다.

## 같이 보기
- 법적 안정성
- 정의란 무엇인가